# Cable (Wisconsin)
Cable è un comune degli Stati Uniti, situato in Wisconsin, nella Contea di Bayfield.